# Minas de San Finx
Las minas de San Finx (en gallego y oficialmente, As Minas de San Fins) son una explotación minera localizada en la parroquia de Vilacoba en el municipio de Lousame (provincia de La Coruña, Galicia, España).

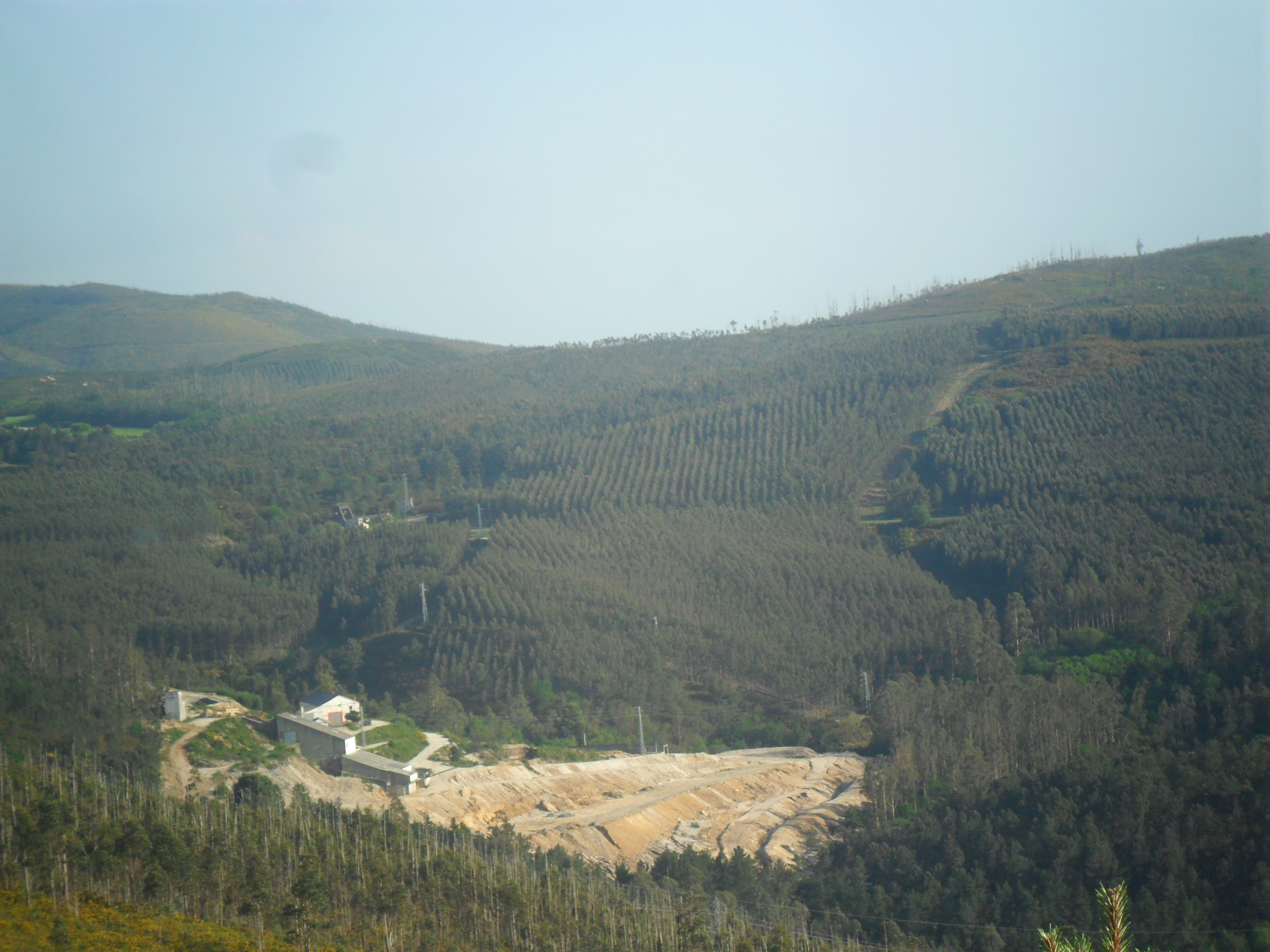
Minas de San Finx.

En esta mina se extraía principalmente estaño y wolframio. Su periodo de mayor actividad fue durante la Segunda Guerra Mundial y después, debido a la caída del precio de los minerales, se dejó de explotar. En la actualidad el poblado se ha  rehabilitado como museo y se ha vuelto a explotar la mina.